# Markt Indersdorf
Markt Indersdorf település Németországban, azon belül Bajorországban. Lakosainak száma 10 468 fő (2023. december 31.).

## Népesség
A település népessége az elmúlt években az alábbi módon változott:
| Lakosok száma | 917  | 1752 | 5271 | 7240 | 9515 | 9793 | 10 094 | 10 243 | 10 523 | 10 468 |
|               | 1875 | 1950 | 1975 | 1987 | 2012 | 2014 | 2016   | 2017   | 2021   | 2023   |